# أوامر الدفاع خلال جائحة فيروس كورونا في الأردن 2020
صدر مرسوم ملكي في الأردن بتاريخ 17 مارس 2020 يقضي بالموافقة على قرار مجلس الوزراء بتطبيق قانون الدفاع الوطني رقم 13 لسنة 1992 في المملكة اعتباراً من يوم الأربعاء الموافق 18 مارس 2020، وذلك أثر تفشي فيروس كورونا في البلاد قبل عدّة أيام، ويعطي هذا القانون صلاحيات واسعة لرئيس الوزراء لإتخاذ ما يراه مناسبا في حالة الطوارئ التي من شأنها أن تهدد الأمن القومي أو السلامة العامة في جميع أنحاء المملكة أو في منطقة بسبب الحرب أو الاضطرابات أو الفتنة الداخلية المسلحة، والكوارث العامة أو انتشار الآفات أو الوباء." دون الالتزام بأحكام القوانين النظامية المعمول بها.

## صدور أمر الدفاع الأول
بموجب هذا القانون، صدر أمر الدفاع الأول في نفس اليوم، وقامت الحكومة الأردنية بما يلي:
- فرض قيود على حرية الناس في التجمع والتنقل والإقامة والاعتقال أو الاحتجاز للمشتبه بهم، أو أولئك الذين يشكلون تهديداً للأمن القومي والنظام العام.
- تكليف أي شخص بأداء أي عمل أو خدمة في حدود قدرته.
- فحص الأشخاص والأماكن والمركبات دون الالتزام بأحكام أي قانون آخر، والأمر باستخدام القوة المناسبة في حالة المعارضة.
- تحديد حيازة الممتلكات المنقولة وغير المنقولة وتأجيل سداد الديون والالتزامات المستحقة.
- منع أو تقييد استيراد أو تصدير أو نقل البضائع من مكان إلى آخر وحظر إخفائها أو تدميرها أو شرائها أو مقايضتها وتحديد أسعارها.
- الاستيلاء على أي أرض أو بناء أو طريق أو مصدر للمياه والطاقة، وإزالة أي أشجار أو منشآت عليها، وإنشاء مرافق لأغراض الدفاع بدلاً من ذلك، وإصدار الأوامر للجهات المعنية بإدارة واستغلال وتنظيم استخدامها.
- اخلاء أو عزل بعض المناطق وفرض حظر التجول عليها.
- طلب فتح وإغلاق بعض أو كل المتاجر العامة في أوقات محددة.
- تنظيم وتحديد النقل بين المناطق المختلفة، وقطع الطريق أو مجرى المياه أو تغيير اتجاهه ومنع حركة المرور أو تنظيمها.
- مراقبة الرسائل والصحف والمنشورات والنشرات والرسوم وجميع وسائل التعبير والدعاية والإعلان قبل نشرها والاستيلاء عليها ومصادرتها وتعليقها وإغلاق الأماكن التي أعدت فيها.
- منع التقاط الصور أو صنع التصاميم أو الخرائط لأي مكان محدد أو شيء قد يفيد العدو، ومنع وجود أي معدات أو مواد تصوير ية لصنع الصور والتصاميم والخرائط في مثل هذه الأماكن ومنع البقاء لفترة طويلة في تلك الأماكن دون عذر شرعي.
- إلغاء تراخيص الأسلحة النارية أو الذخائر أو المتفجرات أو المواد المتفجرة المستخدمة في تصنيع المتفجرات، ومنع تصنيعها وبيعها وشرائها ونقلها والتخلص منها، والأمر بتسليمها ومصادرتها، وإغلاق المحلات التجارية حيث يتم بيعها أو تخزينها.
- منع تصنيع أو بيع أو شراء أو حيازة معدات الاتصالات السلكية واللاسلكية والأمر بتسليمها ومصادرتها.

قامت القوات المسلحة الأردنية بنشر وحداتها على مداخل ومخارج المدن والمحافظات في المملكة فور صدور أمر الدفاع. وناشدت القيادة العامة للقوات المسلحة المواطنين باتباع التعليمات الصادرة من السلطات الرسمية.

## صدور أمر الدفاع الثاني
في 20 مارس 2020، أتخذت الحكومة الأردنية إجراءات أكثر تشديدا للسيطرة على المرض وتقليل عدد الإصابات ومنع إنتشار الوباء، حيث أعلنت الحكومة الأردنية على لسان وزير الدولة لشؤون الإعلام أمجد العضايلة عن تفعيل أمر الدفاع رقم (2) والذي يقضي بفرض حظر على تنقل المواطنين وأيقاف استخدام وسائط النقل العامة في كافة مناطق المملكة أبتداءا من صباح يوم السبت 21 مارس 2020 وحتى إشعار آخر وتضمن القانون أيضا البنود التالية:
- أغلاق جميع المحلات التجارية في كافة مناطق المملكة كافة على أن يعلن لاحقا عن أوقات محددة تسمح للمواطنين بقضاء حوائجهم الضرورية.
- يستثنى من الحظر الأشخاص المصرح لهم بالتنقل من قبل رئيس الوزراء ووزير الدفاع.
- يتوجب على المواطنين ابلاغ الأمن العام / الدفاع المدني فيما يتعلق بالحالات الطبية الطارئة ليقوموا باتخاذ التدابير اللازمة.

## صدور أمر الدفاع الثالث
بالرغم من الجهود التي بذلتها الحكومة الأردنية لإحتواء المرض والسيطرة عليه، إلا أن الأصابات بين صفوف المواطنين ظلت في تزايد، مما دعا رئيس الوزراء الأردني عمر الرزاز وبصفته وزير الدفاع إلى إصدار أمر الدفاع رقم (3) لسنة 2020 م بتاريخ 26 مارس 2020 الذي تضمن البنود التالية: 
- یعاقب كل من یخالف أمر الدفاع رقم (2) الذي يحظر تنقل الأشخاص في جمیع مناطق المملكة بما يلي:

1. غرامة لا تقل عن 100 دینار ولا تزید على 500 دینار.
2. أما في حال التكرار فإن العقوبة تكون غرامة لا تقل عن 100 دینار ولا تزید على 500 دینار والحبس مدة لا تزید على سنة أو العقوبتین معا.
3. أي مركبة تستخدم أثناء حظر التجول يتم احتجازها لمدة 30 يوم.

- یعاقب كل من یقوم بفتح المحل التجاري من المصرح لھم في غیر الساعات المسموح بھا، بغرامة لا تقل عن 1000 .دینار وبإغلاق المحل لمدة 14 يوم

- یعاقب كل من یقوم بفتح المحل التجاري من غیر المصرح لھم بالحبس مدة لا تزید على 3 أشھر أو بغرامة 3000 دینار أو العقوبتین معا.

## صدور أمر الدفاع الرابع
في 31 مارس 2020، أصدر رئيس الوزراء عمر الرزاز أمر الدفاع رقم 4، الذي يقضي بفصل أموال صناديق التبرعات عن الإيرادات العامة للحكومة. كما تم إطلاق مشروع «همة وطن» لتوحيد الجهود الوطنية والمؤسسية للقضاء على المرض، وأنشاء عدد من الحسابات المصرفية لمساعدة الأسر التي تضررت بشكل مباشر من تداعيات إنتشار الوباء.

## صدور أمر الدفاع الخامس
في 31 مارس 2020، أصدر رئيس الوزراء عمر الرزاز أمر الدفاع رقم 5، وبناء عليه أتخذت الحكومة الأردنية الإجراءات التالية:
- تم ايقاف سريان جميع المدد والمواعيد المنصوص عليها في التشريعات النافذة سواء أكانت مدد تقادم أو سقوط أو عدم سماع دعوى أو مدد لاتخاذ أي إجراء من إجراءات التقاضي لدى جميع أنواع المحاكم في المملكة ودوائر النيابة العامة.

- تم ايقاف سريان جميع المدد والمواعيد اللازمة لاتخاذ أي إجراء لدى أي وزارة أو دائرة حكومية أو مؤسسة رسمية عامة أو مؤسسة عامة بموجب أي تشريع نافذ.

- ايقاف سريان المدد المقررة لتقديم إقرارات ضريبة المبيعات العامة والخاصة.

- أيقاف العمل بأحكام قانون الشركات رقم (22) لسنة 1997 فيما يتعلق باجتماعات الهيئات العامة ومجالس الإدارة وهيئات المديرين للشركات المساهمة العامة والشركات المساهمة الخاصة والشركات ذات المسؤولية المحدودة.

- تكليف وزير الصناعة والتجارة والتموين باتخاذ الإجراءات والتدابير اللازمة لتنظيم اجتماعات الشركات وبالقدر اللازم لتنفيذ هذه الإجراءات.[10]

## صدور أمر الدفاع السادس
في 8 إبريل 2020 أصدر رئيس الوزراء عمر الرزاز أمر الدفاع رقم 6 الذي يهدف إلى حماية حقوق العمال في مختلف القطاعات الاقتصادية في ظل توجه الحكومة إلى تشغيل بعض القطاعات التجارية والصناعية تدريجيا، مع استمرار حظر التجول حتى إشعار آخر.

## صدور أمر الدفاع السابع
في 15 إبريل 2020 أصدر رئيس الوزراء الأردني عمر الرزاز أمر الدفاع رقم 7، الذي يعنى بتنظيم التعليم المدرسي والجامعي والتدريب المهني عن بعد وآليات تقييم الطلبة، حيث أكد هذا القانون على الإعتماد على طرق وأساليب التعليم غير التقليدية، ومختلف أشكال تقييم تحصيل الطلبة التي تتم بالوسائل الإلكترونية، أو التعليم عن بعد باعتبارها وسائل وأساليب مقبولة داخل المملكة فقط؛ ووفقاً لأحكام قانون التربية والتعليم. وتفويض مجالس العمداء في الجامعات بتعديل آلية احتساب العلامات ونسبها للفصل الدراسي الثاني من العام الجامعي 2019/2020، ورفعها لمجلس التعليم العالي لاعتمادها. على أن تعتمد الحصص الإلكترونية كوسيلة بديلة عن المحاضرة الأسبوعية.

## صدور أمر الدفاع الثامن
في 15 إبريل 2020 أصدر رئيس الوزراء الأردني عمر الرزاز أمر الدفاع رقم 8، الذي يعنى بالحد من أنتشار فيروس كورونا، حيث يعاقب هذا القانون بالحبس حتى ثلاث سنوات أو بغرامة مقدارها ثلاثة آلاف دينار (ما يعادل 4230 دولار أمريكي) أو بكلتا هاتين العقوبتين لكل من يرتكب أحد المخالفات التالية: 
- عدم إخفاء الإصابة بالمرض عن السلطات المختصة والإفصاح فوراً عند الإصابة بالمرض و/ أو إصابة غيره و/ أو مخالطته و/ أو مخالطة غيره لشخص مصاب «بفيروس كورونا».
- الخضوع لتعليمات لجان تقصي الأوبئة و/ أو الأوامر و/ أو التعليمات الصادرة عنها وعدم عرقلة أو إعاقة تنفيذها.
- التنفيذ الفوري للقرارات و/ أو التدابير و/ أو الإجراءات الصادرة والمتخذة من قبل السلطات المختصة والتي تهدف لمنع تفشي العدوى، بما في ذلك إجراءات الحجر الصحي

- الالتزام بالتعهد الذي يتم توقيعه من قبل المشتبه بإصابته أو المخالط لشخص مصاب بالفايروس، والمتضمن الالتزام بالحجر الصحي الذاتي «الحجر المنزلي» وعدم مخالطة أي منهما للآخرين خلال المدة المقررة من الجهات المختصة.

- التزام المصاب «بفايروس كورونا» و/ أو المشتبه بإصابته و/ أو المخالط لمصاب به باتخاذ التدابير الوقائية والعلاجية المفروضة عليه، أو التي تطلب منه لمنع نقل العدوى للغير أو تفشي الوباء.
- عدم تعريض أي شخص للعدوى أو القيام بأي تصرف من شأنه نقل العدوى إلى الغير.
- يحظر على كل شخص التعرّض لخصوصية المصابين أو المخالطين أو المشتبه بإصابتهم بالوباء، وكل ما يتعلّق بحياتهم الخاصة، كأسمائهم أو صورهم أو أماكن عملهم أو سكناهم، من خلال نشرها أو إعادة نشرها عبر وسائل التواصل الاجتماعي وغيرها من وسائل الاتصال باستثناء الجهات المصرح لها بذلك.
- نشر أو إعادة نشر أو تداول أي أخبار حول الوباء من شأنها ترويع الناس أو إثارة الهلع بينهم عبر وسائل الإعلام أو الاتصال أو وسائل التواصل الاجتماعي.

## صدور أمر الدفاع التاسع
صدر امر الدفاع التاسع في خطاب مطول لرئيس الوزراء وعدد من الوزراء بتاريخ 16 إبريل 2020، والذي جاء دعما للمواطنين ضمن جهود الدولة في مواجهة وباء كورونا وتأثيراته الصحية والاقتصادية، والتي تهدف إلى مساندة المواطنين والأسر التي تضررت مصادر رزقها بسبب أزمة فيروس كورونا وعمال المياومة وتداعياتها على معظم القطاعات. حيث قدم رئيس الوزراء ايجازا حول امر الدفاع التاسع وتبعه وزير العمل ووزير التنمية الاجتماعية ووزيرالصحة ووزير المالية.

## صدور أمر الدفاع العاشر
بتاريخ 30 أبريل صدر أمر الدفاع العاشر والذي يعنى بضريبة الدخل، حيث أقر القانون بوجوب توريد الضريبة المقتطعة المحصلة لدائرة ضريبة الدخل والمبيعات التي وقعت كل منها خلال العطلة الرسمية وأثناء العمل بقانون الدفاع.

## صدور أمر الدفاع الحادي عشر
في 20 مايو أصدر رئيس الوزراء الأردني عمر الرزاز أمر الدفاع رقم 11 والذي تضمن تغليظ العقوبات الواردة في أمر الدفاع رقم (3) بحقّ من يخالف قرار حظر تنقّل الأشخاص وتجوالهم في جميع مناطق الأردن، والبلاغات الصادرة بمقتضاه.